# Четвртак (кратки филм)
„Четвртак” је је српска кратка драма из 2010. године. Режирао га је Никола Љуца који је са Сташом Бајац написао и сценарио.

## Улоге
| Глумац          | Улога   |
| --------------- | ------- |
| Милан Марић     | Филип   |
| Милица Гојковић | Ивана   |
| Филип Зарковић  | Небојша |
| Марија Опсеница | Мајка   |